# ساراتوغا سبرينغس (نيويورك)
ساراتوغا سبرينغس (بالإنجليزية: Saratoga Springs)‏ هي مدينة في ولاية نيويورك الأمريكية. يبلغ عدد سكانها حسب تعداد سنة 2000: 26,186 نسمة. ويبلغ عددهم حسب تقدير 2007 حوالي:28,782 نسمة.

## التركيبة السكانية
حدّد مكتب تعداد الولايات المتحدة بيانات التركيبة السكانية لساراتوغا سبرينغس في تعداد الولايات المتحدة. في ما يلي، التركيبة السكانية حسب تعدادي 2000 و2010.

### تعداد عام 2000
بلغ عدد سكان ساراتوغا سبرينغس 26,186 نسمة بحسب تعداد عام 2000، وبلغ عدد الأسر 10,784 أسرة وعدد العائلات 5,982 عائلة مقيمة في المدينة. في حين سجلت الكثافة السكانية 350.2 نسمة لكل كيلومتر مربع (907.0/ميل2). وبلغ عدد الوحدات السكنية 11,584 وحدة بمتوسط كثافة قدره 154.9 لكل كيلومتر مربع (401.2/ميل2).
وتوزع التركيب العرقي للمدينة بنسبة 93.53% من البيض و3.11% من الأمريكيين الأفارقة و0.24% من الأمريكيين الأصليين و1.03% من الأمريكيين ذوي الأصول الآسيوية و0.03% من سكان جزر المحيط الهادئ و0.64% من الأعراق الأخرى و1.41% من عرقين مختلطين أو أكثر و1.85% من الهسبانيون أو اللاتينيون من أي عرق.
بلغ عدد الأسر 10,784 أسرة كانت نسبة 26.9% منها لديها أطفال تحت سن الثامنة عشر تعيش معهم، وبلغت نسبة الأزواج القاطنين مع بعضهم البعض 43.1% من أصل المجموع الكلي للأسر، ونسبة 9.6% من الأسر كان لديها معيلات من الإناث دون وجود شريك، بينما كانت نسبة 2.7% من الأسر لديها معيلون من الذكور دون وجود شريكة وكانت نسبة 44.5% من غير العائلات. تألفت نسبة 35% من أصل جميع الأسر من عدة أفراد يعيشون في نفس المنزل ونسبة 12.3% كانت تتألف من شخص يعيش بمفرده يبلغ من العمر 65 عاماً أو أكثر. وبلغ متوسط حجم الأسرة المعيشية 2.21، أما متوسط حجم العائلات فبلغ 2.88.
بلغ العمر الوسطي للسكان 36.3 عاماً. وكانت نسبة 19.2% من القاطنين تحت سن الثامنة عشر، وكانت نسبة 9% بين الثامنة عشر والرابعة والعشرين عاماً، ونسبة 27.2% كانت واقعةً في الفئة العمرية ما بين الخامسة والعشرين والرابعة والأربعين عاماً، ونسبة 23.1% كانت ما بين الخامسة والأربعين والرابعة والستين، ونسبة 12.7% كانت ضمن فئة الخامسة والستين عاماً فما فوق. يوجد لكل 100 أنثى 93.8 ذكر، ويوجد لكل 100 أنثى في الثامنة عشر من عمرها فما فوق 90.7 ذكر.
بلغ متوسط دخل الأسرة في المدينة 45,130 دولارًا، أما متوسط دخل العائلة فبلغ 59,281 دولارًا. وكان متوسط دخل الذكور 39,573 دولارًا مقابل 29,439 دولارًا للإناث. وسجل دخل الفرد الخاص بالمدينة 26,250 دولارًا. وكانت نسبة 5.5% من العائلات ونسبة 8.8% من السكان تحت خط الفقر، وكان من هؤلاء نسبة 10.7% تحت سن الثامنة عشر ونسبة 5.7% في الخامسة والستين من العمر وما فوق.

### تعداد عام 2010
بلغ عدد سكان ساراتوغا سبرينغس 26,586 نسمة بحسب تعداد عام 2010، وبلغ عدد الأسر 11,312 أسرة وعدد العائلات 5,923 عائلة مقيمة في المدينة. في حين سجلت الكثافة السكانية 355.5 نسمة لكل كيلومتر مربع (920.7/ميل2). وبلغ عدد الوحدات السكنية 12,936 وحدة بمتوسط كثافة قدره 173 لكل كيلومتر مربع (448.1/ميل2).
وتوزع التركيب العرقي للمدينة بنسبة 92.32% من البيض و2.64% من الأمريكيين الأفارقة و0.21% من الأمريكيين الأصليين و1.96% من الأمريكيين ذوي الأصول الآسيوية و0.03% من سكان جزر المحيط الهادئ و0.64% من الأعراق الأخرى و2.22% من عرقين مختلطين أو أكثر و3.16% من الهسبانيون أو اللاتينيون من أي عرق.
بلغ عدد الأسر 11,312 أسرة كانت نسبة 22.5% منها لديها أطفال تحت سن الثامنة عشر تعيش معهم، وبلغت نسبة الأزواج القاطنين مع بعضهم البعض 41.1% من أصل المجموع الكلي للأسر، ونسبة 7.9% من الأسر كان لديها معيلات من الإناث دون وجود شريك، بينما كانت نسبة 3.3% من الأسر لديها معيلون من الذكور دون وجود شريكة وكانت نسبة 47.6% من غير العائلات. تألفت نسبة 36.7% من أصل جميع الأسر من عدة أفراد يعيشون في نفس المنزل ونسبة 12.3% كانت تتألف من شخص يعيش بمفرده يبلغ من العمر 65 عاماً أو أكثر. وبلغ متوسط حجم الأسرة المعيشية 2.13، أما متوسط حجم العائلات فبلغ 2.84.
بلغ العمر الوسطي للسكان 39.8 عاماً. وكانت نسبة 17% من القاطنين تحت سن الثامنة عشر، وكانت نسبة 15.5% بين الثامنة عشر والرابعة والعشرين عاماً، ونسبة 24.3% كانت واقعةً في الفئة العمرية ما بين الخامسة والعشرين والرابعة والأربعين عاماً، ونسبة 27.5% كانت ما بين الخامسة والأربعين والرابعة والستين، ونسبة 15.8% كانت ضمن فئة الخامسة والستين عاماً فما فوق. وتوزع التركيب الجنسي للسكان بنسبة 48.3% ذكور و51.7% إناث.

## المناخ
يظهر الجدول التالي التغييرات المناخية على مدار السنة لساراتوغا سبرينغس:
| البيانات المناخية لـساراتوغا سبرينغس                                    | البيانات المناخية لـساراتوغا سبرينغس | البيانات المناخية لـساراتوغا سبرينغس | البيانات المناخية لـساراتوغا سبرينغس | البيانات المناخية لـساراتوغا سبرينغس | البيانات المناخية لـساراتوغا سبرينغس | البيانات المناخية لـساراتوغا سبرينغس | البيانات المناخية لـساراتوغا سبرينغس | البيانات المناخية لـساراتوغا سبرينغس | البيانات المناخية لـساراتوغا سبرينغس | البيانات المناخية لـساراتوغا سبرينغس | البيانات المناخية لـساراتوغا سبرينغس | البيانات المناخية لـساراتوغا سبرينغس | البيانات المناخية لـساراتوغا سبرينغس |
| الشهر                                                                   | يناير                                | فبراير                               | مارس                                 | أبريل                                | مايو                                 | يونيو                                | يوليو                                | أغسطس                                | سبتمبر                               | أكتوبر                               | نوفمبر                               | ديسمبر                               | المعدل السنوي                        |
| ----------------------------------------------------------------------- | ------------------------------------ | ------------------------------------ | ------------------------------------ | ------------------------------------ | ------------------------------------ | ------------------------------------ | ------------------------------------ | ------------------------------------ | ------------------------------------ | ------------------------------------ | ------------------------------------ | ------------------------------------ | ------------------------------------ |
| الدرجة القصوى °ف (°م)                                                   | 67 (19)                              | 64 (18)                              | 88 (31)                              | 92 (33)                              | 96 (36)                              | 99 (37)                              | 99 (37)                              | 96 (36)                              | 94 (34)                              | 88 (31)                              | 82 (28)                              | 67 (19)                              | 99 (37)                              |
| متوسط درجة الحرارة الكبرى °ف (°م)                                       | 31 (−1)                              | 35 (2)                               | 45 (7)                               | 60 (16)                              | 72 (22)                              | 80 (27)                              | 83 (28)                              | 82 (28)                              | 74 (23)                              | 60 (16)                              | 48 (9)                               | 36 (2)                               | 58.8 (14.9)                          |
| متوسط درجة الحرارة الصغرى °ف (°م)                                       | 13 (−11)                             | 15 (−9)                              | 24 (−4)                              | 36 (2)                               | 46 (8)                               | 55 (13)                              | 60 (16)                              | 58 (14)                              | 50 (10)                              | 39 (4)                               | 31 (−1)                              | 20 (−7)                              | 37.3 (2.9)                           |
| أدنى درجة حرارة °ف (°م)                                                 | −33 (−36)                            | −29 (−34)                            | −13 (−25)                            | 5 (−15)                              | 21 (−6)                              | 32 (0)                               | 37 (3)                               | 31 (−1)                              | 22 (−6)                              | 14 (−10)                             | 2 (−17)                              | −23 (−31)                            | −33 (−36)                            |
| الهطول إنش (مم)                                                         | 3.29 (84)                            | 2.62 (67)                            | 3.44 (87)                            | 3.60 (91)                            | 4.08 (104)                           | 4.32 (110)                           | 4.53 (115)                           | 4.21 (107)                           | 3.60 (91)                            | 4.01 (102)                           | 3.79 (96)                            | 3.37 (86)                            | 44.86 (1٬139)                        |
| المصدر: Weather.com (Monthly Averages for Saratoga Springs, NY (12866)) |                                      |                                      |                                      |                                      |                                      |                                      |                                      |                                      |                                      |                                      |                                      |                                      |                                      |

## توأمة
لساراتوغا سبرينغس (نيويورك) اتفاقيات توأمة مع كل من:
- تشيخوف
- فيشي

## معرض صور

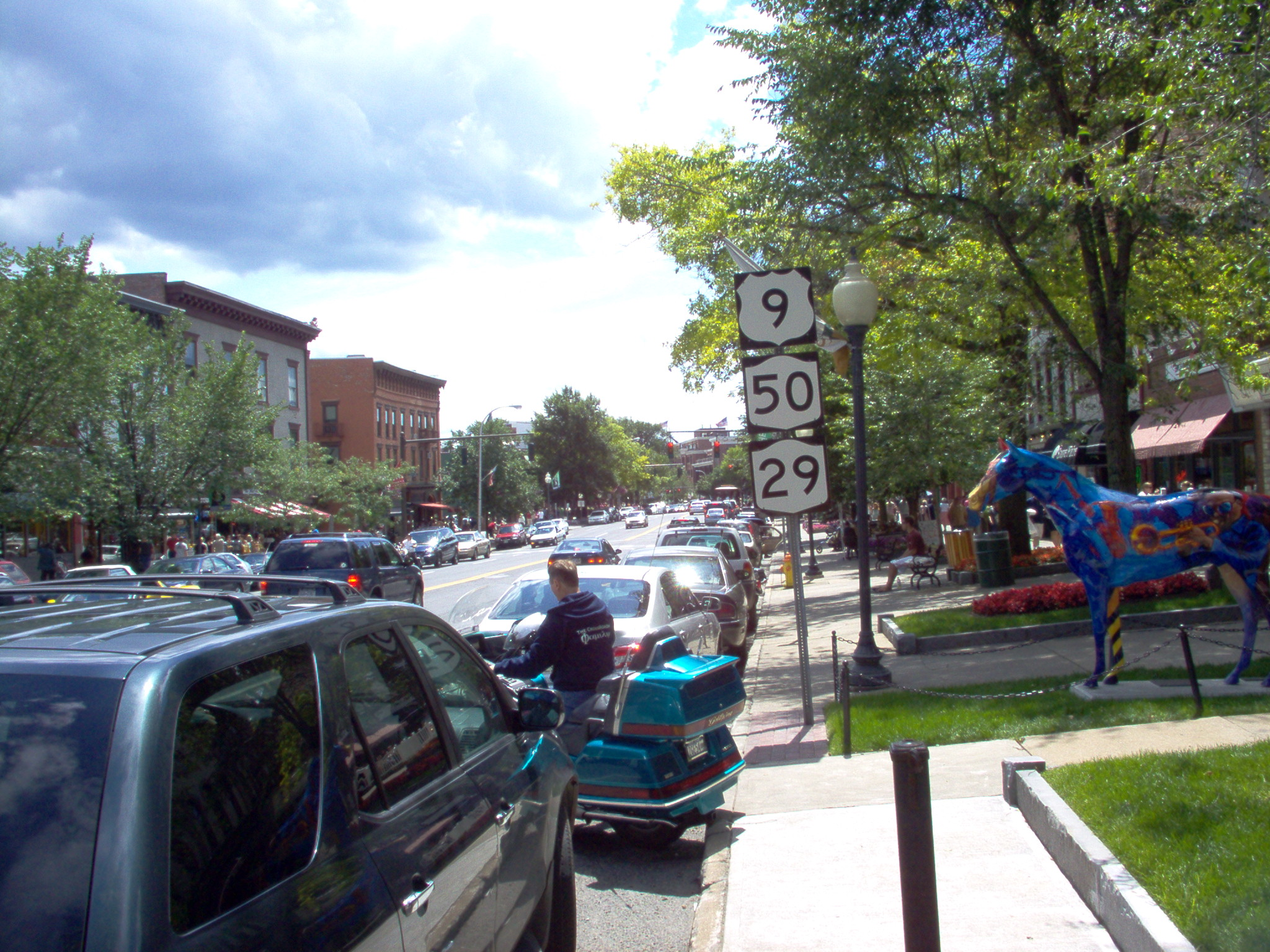
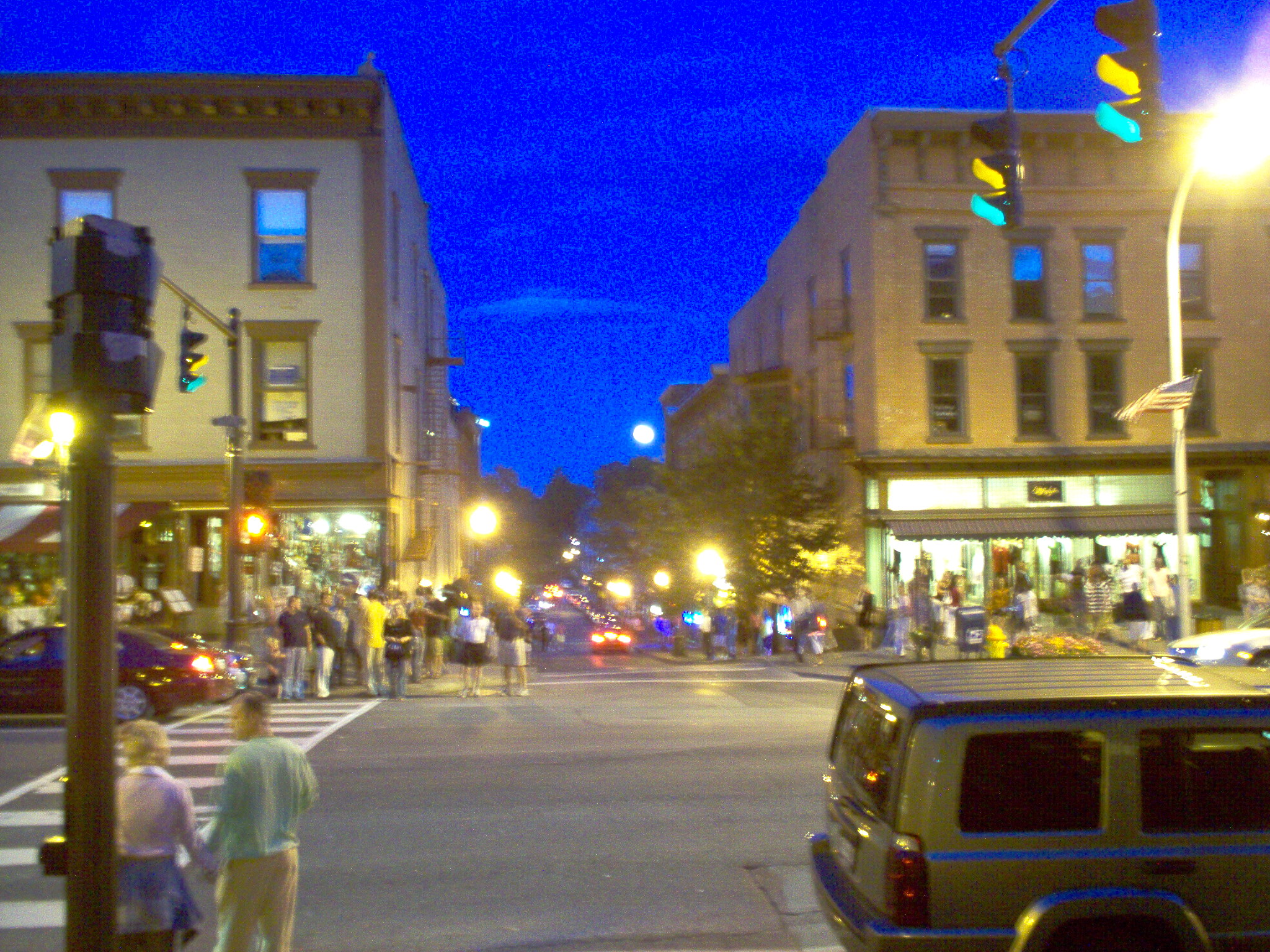
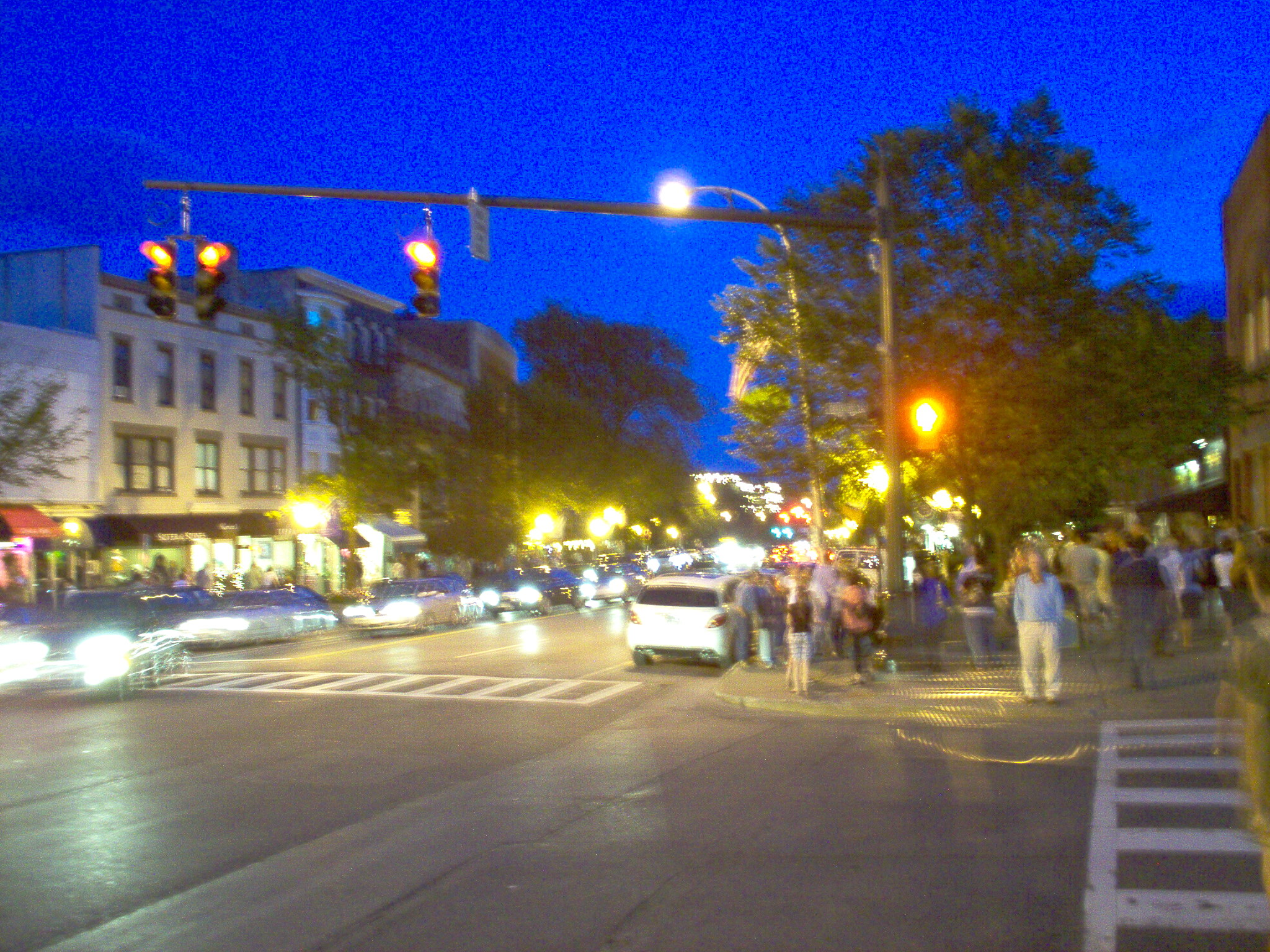

## أعلام
- وليام الكسندر غراهام
- جين روبرتس
- ديفيد هايد بيرس
- تيرا ناعومي
- إدوين وايت
- جورج بريغز
- هيلين بادجلي
- مايلز تايلور
- كورنيليوس فاندربلت ويتني
- تشارلز براكيت